# Sarah Hughes
Sarah Elizabeth Hughes (Great Neck, 2 de maio de 1985) é uma ex-patinadora artística norte-americana. Ela conquistou a medalha de ouro nos Jogos Olímpicos de Inverno de 2002 em Salt Lake City.

## Principais resultados
| Resultados                                                                                      | Resultados      | Resultados        | Resultados        | Resultados        | Resultados        | Resultados       | Resultados    | Resultados    | Resultados    | Resultados    | Resultados    | Resultados    |
| Internacional                                                                                   | Internacional   | Internacional     | Internacional     | Internacional     | Internacional     | Internacional    | Internacional | Internacional | Internacional | Internacional | Internacional | Internacional |
| Evento/Temporada                                                                                | 1997– 1998      | 1998– 1999        | 1999– 2000        | 2000– 2001        | 2001– 2002        | 2002– 2003       |               |               |               |               |               |               |
| ----------------------------------------------------------------------------------------------- | --------------- | ----------------- | ----------------- | ----------------- | ----------------- | ---------------- | ------------- | ------------- | ------------- | ------------- | ------------- | ------------- |
| Jogos Olímpicos                                                                                 |                 |                   |                   |                   | Medalha de ouro   |                  |               |               |               |               |               |               |
| Campeonato Mundial                                                                              |                 | 7.ª               | 5.ª               | Medalha de bronze |                   | 6.ª              |               |               |               |               |               |               |
| GP Grand Prix Final                                                                             |                 |                   |                   | Medalha de bronze | Medalha de bronze |                  |               |               |               |               |               |               |
| GP Bofrost Cup on Ice                                                                           |                 |                   |                   | Medalha de prata  |                   |                  |               |               |               |               |               |               |
| GP Cup of Russia                                                                                |                 |                   |                   | Medalha de bronze |                   |                  |               |               |               |               |               |               |
| GP Skate America                                                                                |                 |                   | 4.ª               | Medalha de prata  | Medalha de prata  |                  |               |               |               |               |               |               |
| GP Skate Canada International                                                                   |                 |                   |                   |                   | Medalha de ouro   |                  |               |               |               |               |               |               |
| GP Trophée Lalique                                                                              |                 |                   | Medalha de bronze |                   | Medalha de prata  |                  |               |               |               |               |               |               |
| Vienna Cup                                                                                      |                 |                   | Medalha de ouro   |                   |                   |                  |               |               |               |               |               |               |
| Internacional – Júnior                                                                          |                 |                   |                   |                   |                   |                  |               |               |               |               |               |               |
| Campeonato Mundial Júnior                                                                       |                 | Medalha de prata  |                   |                   |                   |                  |               |               |               |               |               |               |
| JGP JGP Final                                                                                   |                 | Medalha de prata  |                   |                   |                   |                  |               |               |               |               |               |               |
| JGP JGP Hungria                                                                                 |                 | Medalha de prata  |                   |                   |                   |                  |               |               |               |               |               |               |
| JGP JGP México                                                                                  |                 | Medalha de prata  |                   |                   |                   |                  |               |               |               |               |               |               |
| Nacional                                                                                        |                 |                   |                   |                   |                   |                  |               |               |               |               |               |               |
| Campeonato dos Estados Unidos                                                                   |                 | Medalha de peltre | Medalha de bronze | Medalha de prata  | Medalha de bronze | Medalha de prata |               |               |               |               |               |               |
| Campeonato dos Estados Unidos – Júnior                                                          | Medalha de ouro |                   |                   |                   |                   |                  |               |               |               |               |               |               |
|                                                                                                 |                 |                   |                   |                   |                   |                  |               |               |               |               |               |               |
| Legenda: GP = Grand Prix; JGP = Grand Prix Júnior; Competição não foi disputada nesta temporada |                 |                   |                   |                   |                   |                  |               |               |               |               |               |               |